# فدریکا رانکی
فِدِریکا رانکی (به ایتالیایی: Federica Ranchi؛ زادهٔ ۵ مهٔ ۱۹۳۹ – درگذشتهٔ ۱۵ مهٔ ۲۰۲۵) بازیگر اهل ایتالیا بود.
از جمله فیلم‌ها یا برنامه‌های تلویزیونی که وی در آن‌‌ها، نقش داشته‌است، می‌توان به راه بزرگ آبی اشاره کرد.